# 岡野弘之
岡野 弘之（おかの ひろゆき、1967年 - ）は、日本の俳優、スタントマン、スーツアクター、殺陣師。現・円谷プロダクションの社員。

## 人物
平成ウルトラシリーズでウルトラヒーローや怪獣のスーツアクター、殺陣師として活躍している。
元々は円谷プロダクションのアクションチーム・キャスタッフの創立メンバーの1人であり、同チームにてショーやバラエティ番組などでのスーツアクターを務めていた。何年かたちそろそろ辞めようかと考えていたころに『電光超人グリッドマン』のヒーロー役の一人に抜擢され、特技監督の佐川和夫やカメラマンの大岡新一らベテランに認められようと熱意を燃やし、スーツアクターを続けるに至った。
2001年の『ウルトラマンコスモス』までスーツアクターを務め、同作以降は殺陣師の活動をメインとしている。2014年の『ウルトラマンギンガ 劇場スペシャル ウルトラ怪獣☆ヒーロー大乱戦!』では十数年ぶりにスーツアクターを務めた。

## 作品

### テレビドラマ
- 私が愛したウルトラセブン（1993年） - ウルトラセブン[要出典] 役
- 電光超人グリッドマン（1993年） - グリッドマン[5] / サンダーグリッドマン[6] / キンググリッドマン[7]、ゴッドゼノン[8] 役
- ウルトラセブン 太陽エネルギー作戦（1994年） - エレキング[9] 役
- ウルトラセブン 地球星人の大地（1994年） - ウルトラセブン[10]、恐竜 役
- ウルトラマンティガ（1996年） - メルバ[11]、ガクマα[11] 役
- ウルトラマンダイナ（1997年） - トロンガー（人間大）[12] 役
- ウルトラマンガイア（1998年） - ツチケラ（人間大）[13]、サタンビゾー[13]、イザク（イザクプラチアード）[13]、カイザードビシ[13]、ミズノエノリュウ（第50・51話）[13] 役
- ブースカ! ブースカ!!（1999年） - ドンドコ族 役
- ウルトラマンナイス（1999年） - ウルトラマンナイス 役
- ウルトラマンコスモス（2001年） - ウルトラマンコスモス、ゴルメデ[14]、カオスゴルメデ[14]、スピットル[14] 役
- 夢のカリフォルニア（2002年）
- ウルトラマンネクサス（2004年） - 殺陣
- ウルトラマンマックス（2005年） - 殺陣
- ウルトラマンメビウス（2006年） - 殺陣
- ウルトラギャラクシー大怪獣バトル（2007年） - 殺陣
- ウルトラギャラクシー大怪獣バトル NEVER ENDING ODYSSEY（2008年） - 殺陣
- 腐女子デカ（2008年） - 擬闘
- TAXMEN（2010年） - 殺陣指導
- 謎解きはディナーのあとで（2011年） - アクション
- ウルトラマン列伝（2011年） - アクションコーディネイト（第40話 - ）
  - 新ウルトラマン列伝（2013年） - アクションコーディネイト
- ウルトラゾーン（2011年） - キャラクターサポート
- ウルトラゼロファイト（2012年） - アクション
- ネオ・ウルトラQ（2013年） - キャラクターサポート
- ウルトラマンギンガ（2013年） - アクションコーディネイト
- ウルトラマンギンガS（2014年） - アクションコーディネイト
- ウルトラファイトビクトリー（2015年） - アクションコーディネイト
- ウルトラマンX（2015年） - Xioの道場師範（第4話） 役、アクションコーディネイト
- ウルトラマンオーブ（2016年） - アクションコーディネイト
- ウルトラファイトオーブ（2017年） - アクションコーディネイト
- ウルトラマンジード（2017年） - フック星人人間体（第4話） 役、スーツアクターサポート

### ウェブドラマ
- ウルトラ怪獣御殿（2012年） - キャラクターサポート
- ウルトラマンオーブ THE ORIGIN SAGA（2016年） - アクション指導
- ウルトラギャラクシーファイト ニュージェネレーションヒーローズ（2019年） - アクションコーディネート
- ウルトラギャラクシーファイト 大いなる陰謀（2020年） - アクションコーディネート

### 映画
- ウルトラマンゼアス（1996年） - ベンゼン星人 役
- ウルトラマンゼアス2 超人大戦・光と影（1997年） - ベンゼン星人、ダークラ― 役
- ウルトラマンティガ&ウルトラマンダイナ 光の星の戦士たち（1998年） - デスフェイサー 役
- ウルトラマンティガ・ウルトラマンダイナ&ウルトラマンガイア 超時空の大決戦（1999年） - サタンビゾー、キングオブモンス 役
- ウルトラマンティガ THE FINAL ODYSSEY（2000年） - 超古代戦士 役
- マッスルヒート（2002年） - スタント
- 新世紀ウルトラマン伝説（2002年） - キャラクター操演
- ウルトラマンコスモスVSウルトラマンジャスティス THE FINAL BATTLE（2003年） - リドリアス 役
- 新世紀2003ウルトラマン伝説 THE KING'S JUBILEE（2003年） - ウルトラマンキング 役
- ULTRAMAN（2004年） - 特技アクション補助（俳優としても参加）
- ウルトラマンメビウス&ウルトラ兄弟（2006年） - アクションサポート
- 大決戦!超ウルトラ8兄弟（2008年） - 殺陣
- 大怪獣バトル ウルトラ銀河伝説 THE MOVIE（2009年） - スタント協力
- デスカッパ（2010年） - 協力
- ウルトラマンゼロ THE MOVIE 超決戦!ベリアル銀河帝国（2010年） - アクションスーパーバイザー
- ウルトラマンサーガ（2012年） - アクションスーパーバイザー
- ウルトラマンギンガ 劇場スペシャル（2013年） - アクションコーディネイト
- ウルトラマンギンガ 劇場スペシャル ウルトラ怪獣☆ヒーロー大乱戦!（2014年） - ミラクル星人 役、アクションコーディネイト[4]
- 劇場版 ウルトラマンギンガS 決戦!ウルトラ10勇士!!（2015年） - アクションコーディネイト
- 劇場版 ウルトラマンX きたぞ！ われらのウルトラマン（2016年） - アクションコーディネイト
- 劇場版 ウルトラマンオーブ 絆の力、おかりします!（2017年） - アクションコーディネーター

### オリジナルビデオ
- ウルトラセブン誕生30周年記念3部作（1998年） - サルファス[15]、バンデラス[15] 役、殺陣
- ウルトラセブン1999最終章6部作（1999年） - ウルトラセブン（第1 - 3話） 役[16]、擬闘
- ウルトラマンネオス（2000年） - ウルトラマンネオス 役
- オタスケガール（2003年） - 擬闘
- ウルトラマンメビウス外伝 アーマードダークネス（2008年） - 殺陣
- ウルトラ銀河伝説外伝 ウルトラマンゼロVSダークロプスゼロ（2010年） - 殺陣
- ウルトラマンゼロ外伝 キラー ザ ビートスター（2011年） - 殺陣

### ゲーム
- ウルトラマン Fighting Evolution（1998年） - アクション
- ウルトラマン Fighting Evolution 2（2002年） - アクションアドバイザー
- ウルトラマン Fighting Evolution 3（2004年） - アクションアドバイザー
- ウルトラマン Fighting Evolution Rebirth（2007年） - アクションアドバイザー
- 大怪獣ラッシュ ウルトラフロンティア（2013年） - アクション